# ラテン語とルーマニア語の音韻の変化
本稿ラテン語とルーマニア語の音韻の変化（ラテンごとルーマニアのおんいんのへんか）ではラテン語からルーマニア語にいたる音韻変化を扱う。以下の表にある変化は図式的なもので実際にこのような順序で起きたのではない。

## 俗ラテン語

### 母音
俗ラテン語の a, o, uは変異しない（多少例外がある。下を参照）。
- ラテン mare > ルーマニア mare (海)
- ラテン pālum > *paru > ルーマニア par (柱)
- ラテン focum > *focu > ルーマニア foc (火)
- ラテン pōmum > *pomu > ルーマニア pom (果樹)
- ラテン multum > *multu > ルーマニア mult (多い)
- ラテン tū > ルーマニア tu (二人称単数代名詞)

俗ラテン語の短音のuはmやbの前でアクセントがある場合にoになるものがある。
- ラテン *autumna (from autumnus) > *tomna > ルーマニア toamnă (秋)
- ラテン *rubeum > *robju > ルーマニア roib

長音のōもuになるものがある。
- ラテン cohortem > *cōrtem > ルーマニア curte

e,iは以下のようになる。
- アクセントのある短音のe, 古典期のaeは[ɛ]になる。後に二重母音化し*/je/に変わる。
- アクセントのない短音のe', 長音のē,短音のiは*eに合流する。
- 長音のīはiになる。

例:
- ラテン pellem > *[pɛlle] > ルーマニア piele [pjele] (皮)
- ラテン signum > *semnu > ルーマニア semn (しるし)
- ラテン vīnum > *vinu > ルーマニア vin (酒)

#### 半母音化
俗ラテン語では短音の/e/ と /i/ が他の母音の前に来るときに半母音/j/になる。後にその/j/が前側の子音に影響して口蓋化が起きる。
- ラテン puteum > *putju > ルーマニア puţ
- ラテン rōgātiōnem > *rogatjone > *rogačone > ルーマニア rugăciune (祈り)
- ラテン hordeum > *ordju > *ordzu > ルーマニア orz (大麦)
- ラテン deorsum > *djosu > *džosu > ルーマニア jos (下に)
- ラテン socium > *sokju > ルーマニア soţ (仲間、伴侶)
- ラテン cāseum > *kasju > ルーマニア caş (チーズ)
- ラテン vīnea > *vinja > *[viɲe] > ルーマニア vie [vije]
- ラテン mulierem > *muljere > *[muʎere] > ルーマニア muiere [mujere] (婦女)

歯茎音破裂音のtとdは oの前で後部歯茎摩擦音（ʧ, ʤ）になり、他の母音で歯茎摩擦音（s, z）になる。この対応は credinţă (信義) - credincios (誠実な), oglindă (鏡') - oglinjoară (小さい鏡)など現代ルーマニア語に及ぶ。
両唇音の場合は/j/が子音の前に入れ替わり影響を受けない。
- ラテン rubeum > *robju > ルーマニア roib

### 子音
子音は全体では大きな変化はない。qu ([kw]), gu([gw])は aの前でp,bになり、他の母音では円唇性を失いc, gと合流する。 ただし疑問詞の場合はaの前でも（おそらく類推で）pにならずcになる。
- ラテン quattuor > *quattro > ルーマニア patru (四)
- ラテン equa > *[ɛpa] > *jepa > ルーマニア iapă (雌馬)
- ラテン lingua > *lemba > ルーマニア limbă (舌)
- ラテン quid > *ke > ルーマニア ce (何)
- ラテン quandō > *kando > *kându > ルーマニア când (いつ)
- ラテン sanguis > *sange > ルーマニア sânge （血）

他に重要な変化は歯茎音の前に来る軟口蓋音の唇音化である。ct > pt, gn > mn, x > ps. となる。後にpsは大部分の単語でpが脱落する。
- ラテン factum > *faptu > ルーマニア fapt (行い)
- ラテン signum > *semnu > ルーマニア semn (しるし)
- ラテン coxa > *copsa > ルーマニア coapsă (腿)
- ラテン laxō > *lapso > *lasu > ルーマニア las (放つ、～させる)

## 初期ルーマニア語

### r化
母音の間のlはrになる。この変化は二重子音の単音化の前でかつ上記の半母音化・下記の口蓋化の後に起きたものである。 ラテン語の二重子音llに由来するlや半母音化によって-lj- > [j]となったlには適用されない。
- ラテン gelu > ルーマニア ger (寒さ)
- ラテン salīre > ルーマニア a sări (sărire) (跳ぶ)

### 口蓋化
歯茎音 t, d, sが後続するi, j (二重母音のje < [ɛ] < stressed eのj）を取り込んで口蓋化する。
- ラテン testa > *[tɛsta] > *tjesta > *ţesta > ルーマニア ţeastă (頭)
- ラテン decem > *[dɛke] > *djeke > *dzeče > ルーマニア zece (十)
- ラテン servum > *[sɛrbu] > *sjerbu > ルーマニア şerb (奴隷)
- ラテン dīcō > *dziku > ルーマニア zic (言う)

### 母音の弱化
アクセントのないaは語頭を除いてăになる。口蓋化した音の後に来る場合はさらにeになる。 アクセントのないo はuになる（ただし類推によってoのまま留まったものもある）。
- ラテン capra > ルーマニア capră (ヤギ)
- ラテン vīnea > *vinja > *viɲă > *viɲe > ルーマニア vie [vije] (葡萄園)
- ラテン fōrmōsum > ルーマニア frumos (美しい)

### eの後舌化
eは前側に唇音、後ろの音節に後舌母音（a, o, u）を伴うときにăに変わる。
- ラテン mēnsam > *mesa > *măsă > ルーマニア masă (机、単数形)
- ラテン mēnsae > *mese > ルーマニア mese (机、複数形)
- ラテン vēndō > *vendu > *văndu > *vându > ルーマニア vând (売る、一人称単数)
- ラテン vēndis > *vendi > *vendzi > *vindzi > ルーマニア vinzi (売る、二人称単数)

## 現代
以下の変化は全域で起きたものでない。

### 摩擦音の変化
南部方言および標準語ではdzはすべてzと同じように発音される。
- dzic > zic (言う、一人称単数)
- lucredzi > lucrezi (はたらく、二人称単数)

džは後舌母音の前でjと同じように発音される。
- gioc [dʒok] > joc (戯れ),
- deget [dedʒet] (指)

### /j/の挿入
南部方言および標準語ではâ-n-前舌母音と並んだときにi[j]が挿入される、それ以外の地域では起きない。
- pâne > pâine (パン)
- câne > câine (犬)

### ş, ţ,dzによる後舌化
北部方言では ş, ţ, dz が i の前に来たときに i が â で発音される。
- şi > şî (そして)
- ţine > ţânʲe (持つ)
- dzic > dzâc (言う、一人称単数)